# Twista
Twista, conosciuto dapprima come Tung Twista, all'anagrafe Carl Terrell Mitchell (Chicago, 27 novembre 1973), è un rapper statunitense, conosciuto per la velocità con cui rima e per l'abilità vocale.
Il suo album del 2004 Kamikaze è salito al numero uno delle classifiche americane di album dopo il successo del singolo Slow Jamz.

## Biografia
Twista proviene dalla zona occidentale di Chicago, quella più povera e disagiata. Scrive rime e rappa già a 12 anni, muovendo i primi passi all'interno di un ambiente saturo di droga e violenza. I suoi primi ascolti sono la Sugarhill Gang, i Fat Boys, Kurtis Blow, Eric B. & Rakim e Kool G Rap.
È uno dei primi artisti che firma per l'etichetta Loud Records, e nel 1991 realizza Runnin' Off At Da Mouth, LP di debutto dal titolo chiaramente ispirato alle sue rime rapide.

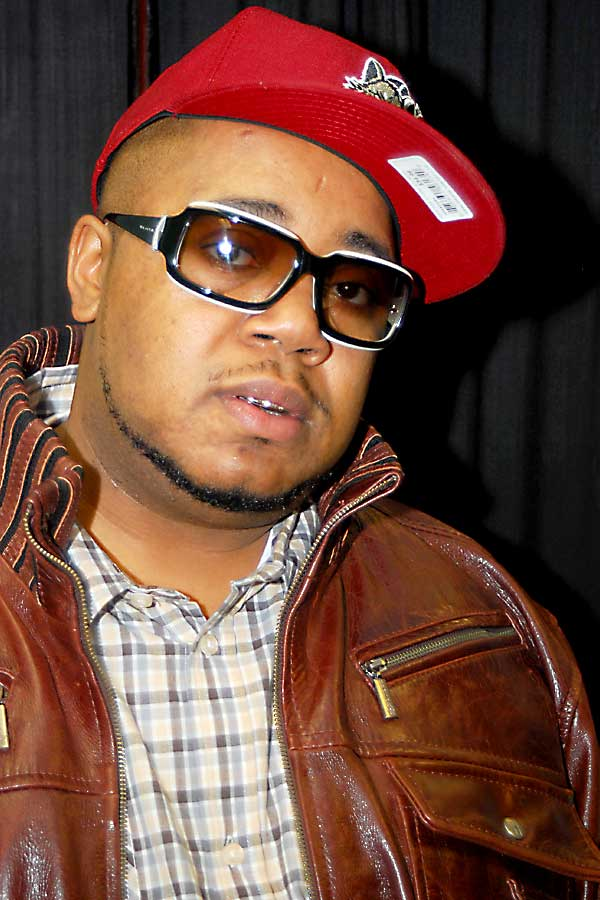
Twista nel 2004, all'uscita di Kamikaze

Nel 1994 partecipa poi al singolo di successo Po Pimp, dei suoi stretti collaboratori Do or Die e nello stesso periodo pubblica Resurrection con i suoi 2 lavori Twista inizia ad entrare nel vero circuito musicale.  La conquista del disco di platino da parte del pezzo dei Do or Die e i suoi due dischi il rapper di Chicago ebbe un contratto discografico con l'Atlantic Records nel 1996. L'anno dopo esce Adrenaline Rush suo primo disco nel mainstream, sono presenti nell'album vari rapper provenienti dalla scena musicale di Chicago tra cui Johnny P.
Nel 1992 la sua abilità viene riconosciuta a livello mondiale: il Guinness dei Primati lo riconosce come il rapper dotato di maggior velocità di linguaggio, con ben 598 sillabe in 55 secondi.
Dopo aver pubblicato gli album Adrenaline Rush e Mobstability (in collaborazione con Speedknot Mobstaz), Twista fonda la Legit Ballin, propria casa di produzione. Mentre è alle prese con la sua nuova attività di discografico, fa uscire le compilation Legit Ballin e  Legit Ballin' Vol. 2: Street Scriptures ed inizia a lavorare al suo quarto album solista.
Il 21 febbraio del 2004 pubblica il suo capolavoro, nonché maggior successo: Kamikaze. Il singolo di punta è Slow Jamz, ballata R&B realizzata in collaborazione con il beatmaker e rapper Kanye West ed il cantante Jamie Foxx. Il secondo brano tratto da Kamikaze è Lovely Day, con Anthony Hamilton, seguito da Hope, in cui Twista duetta con Faith Evans. Il brano viene inserito nella colonna sonora del celebre film sportivo Coach Carter, con Samuel L. Jackson.
Twista spiega che l'album Kamikaze ha un doppio significato, il primo si riferisce alla continuità avviata da Adrenaline Rush: dopo lo sprint di adrenalina c'è lo stato estremo del kamikaze. Il secondo significato è relativo al fatto che Twista, nel business musicale, si sente un kamikaze.
Nel 2005 è la volta di The Day After, album che contiene importanti featuring come quelli con Trey Songz, Pitbull e Mariah Carey.
Nel 2007 esce Adrenaline Rush 2007, i cui singoli di promozione sono Give It Up (feat. Pharrell) e Creep Fast (feat. T-Pain). L'artista collabora con Monica nell'album The Makings of Me. Segue l'album Category F5.
L'ottavo album in studio esce nel novembre 2010 anticipato dal singolo Make a Movie feat. Chris Brown.
Nel gennaio 2011 esce un documentario sulla vita di Twista ambientato a Chicago dal titolo Mr. Immortality: The Life and Times of Twista.
Nel gennaio 2013 inizia a lavorare all'album Dark Horse, pubblicato nell'agosto 2014. Come al solito sono diverse e importanti le collaborazioni: in questo disco appaiono tra gli altri Tech N9ne, Wiz Khalifa e R. Kelly.
Nel 2019 è uno dei giudici del contest rap Rhythm + Flow, su Netflix.

## Discografia

### Album in studio

#### Solisti
- 1992 - Runnin' Off at Da Mouth (come Tung Twista)[6]
- 1994 - Resurrection
- 1997 - Adrenaline Rush[7]
- 2004 - Kamikaze
- 2005 - The Day After
- 2007 - Adrenaline Rush 2007
- 2009 - Category F5
- 2010 - The Perfect Storm
- 2014 - Dark Horse
- 2017 - Crook County

Collaborativi
- 1998 - Mobstability (con Speedknot Mobstaz)
- 2008 - Mobstability II: Nation Business (con Speedknot Mobstaz)

### Compilation
- 2000 - Adrenaline Rush 2000
- 2008 - Soft Buck, Vol. 1

### Mixtape
- 2007 - The Black Jason of Rap (con DJ Sean Mac)
- 2012 - Reloaded (Host di Don Cannon)
- 2019 - Summer 96 (Host di DJ Pharris)

### EP
- 2005 - 2 for 10
- 2013 - Back to the Basics
- 2015 - Withdrawal (con i Do or Die)
- 2015 - Livin Legend
- 2020 - Lifetime
- 2021 - News @ 9 (con Rello Dreamer)
- 2021 - Shooter Ready